# Говард (Пенсільванія)
Говард (англ. Howard) — місто (англ. borough) в США, в окрузі Сентр штату Пенсільванія. Населення — 687 осіб (2020).

## Географія
Говард розташований за координатами 41°0′46″ пн. ш. 77°39′27″ зх. д. / 41.01278° пн. ш. 77.65750° зх. д. (41.012798, -77.657479).  За даними Бюро перепису населення США в 2010 році місто мало площу 0,94 км², уся площа — суходіл.

## Демографія
Згідно з переписом 2010 року, у селищі мешкало 720 осіб у 290 домогосподарствах у складі 204 родин. Густота населення становила 763 особи/км².  Було 311 помешкання (330/км²).
Расовий склад населення:
| - 97,5 % — білих - 0,4 % — чорних або афроамериканців - 0,3 % — азіатів |

До двох чи більше рас належало 1,1 %. Частка іспаномовних становила 1,4 % від усіх жителів.
За віковим діапазоном населення розподілялося таким чином: 23,2 % — особи молодші 18 років, 62,8 % — особи у віці 18—64 років, 14,0 % — особи у віці 65 років та старші. Медіана віку мешканця становила 40,3 року. На 100 осіб жіночої статі у селищі припадало 105,1 чоловіків;  на 100 жінок у віці від 18 років та старших — 99,6 чоловіків також старших 18 років.
Середній дохід на одне домашнє господарство  становив 59 070 доларів США (медіана — 49 375), а середній дохід на одну сім'ю — 66 469 доларів (медіана — 56 719). Медіана доходів становила 40 536 доларів для чоловіків та 33 750 доларів для жінок. За межею бідності перебувало 3,5 % осіб, у тому числі 0,0 % дітей у віці до 18 років та 1,4 % осіб у віці 65 років та старших.
Цивільне працевлаштоване населення становило 400 осіб. Основні галузі зайнятості: освіта, охорона здоров'я та соціальна допомога — 31,5 %, роздрібна торгівля — 11,0 %, виробництво — 10,8 %.